# Émile Moureau
Émile Moureau (Belligné, 1889. október 16. – Neuilly-l’Évêque, 1981. június 17.) olimpiai bronzérmes francia párbajtőrvívó.